# Liberal National Party
Die Liberal National Party (übersetzt „Liberale Nationalpartei“) ist eine liberal-konservative Partei in Queensland, Australien.

## Geschichte
Die LNP entstand Mitte des Jahres 2008 durch den Zusammenschluss der regionalen Ableger der Nationalen Partei und der Liberalen Partei im australischen Bundesstaat Queensland. Sie bildet organisationsrechtlich einen Zweig der Liberalen Partei. 
Gründungsvorsitzender der LNP war Lawrence Springborg. Seit 2016 wird die Partei durch Tim Nicholls geführt.

## Wahlen
Die LNP trat 2009 erstmals zur Wahl des Landesparlamentes von Queensland an. Trotz deutlicher Mandatszuwächse auf 34 (2006: 25), musste sich die Liberale Nationalpartei der Australian Labor Party (2009: 51; 2006: 59) geschlagen geben. Konsequenz des Wahlergebnisses war der Rücktritt des LNP-Gründungsvorsitzenden Springborg.